# Хасан, Фаик
Фаик Хасан (араб. فائق حسن‎; 1914, Багдад — 11 января 1992, Багдад) — иракский живописец и скульптор, член Союза художников Ирака, один из основоположников современной иракской школы живописи.

## Биография
Родился в 1914 году в Багдаде, где позднее окончил Институт изящных искусств, получив стипендию для дальнейшего обучения.
С 1935 по 1938 году обучался в школе изящных искусств во Франции, где постигал традиционные формы живописи, а также увлекался работами кубистов и импрессионистов, которые повлияли на дальнейшее развитие его творчества. Во Франции сформировался как пейзажист и художник жанровых тем.
В 1939 году, вернувшись в Багдад, вместе с Джавадом Салимом занимался организацией отделения живописи в Институте изящных искусств, а также создании в 1940 году Общества иракских художников. В 1950 году был одним из создателей Pioneers Group (или S.P), в выставках которого принимал участие до 1967 года.
В 1967 году присоединился к образованному союзу «Corner Group» и в том же году участвовал в первой выставке данного объединения художников.
Скончался в 1992 году.

## Творчество
В своём творчестве художник часто обращается к теме народного быта бедуинов, а его полотна «воспевают свободолюбие сынов арабского народа, хранящего гордое спокойствие среди необъятных просторов голой пустыни». Художник был участником большинства национальных художественных выставок в Ираке и зарубежных странах (Багдаде, Бейруте, Кувейте, Египете, Алжире, Марокко, и большинстве стран Северной и Южной Америки). Для раннего периода творчества характерно обращение к импрессионистическому направлению, в дальнейшем художник переходит на формалистические позиции и становится основателем «Общества примитивистов». Художник был популярен при жизни.
Среди наиболее известных работ художника: «Бедуины в пустыне» (1950-е), «Лошади» (1950-е), «В ожидании охоты» (1950-е), «Лагерь бедуинов» (1950-е), «Народная музыка» (1960-е), «Страницы истории» (1960-е), «Семья кочевников» (1960-е), «Две девушки» (1960-е), «Крестьяне» (1964), «Больной в деревне» (1964), «Абстрактное выражение» (1964), «Народная кофейня» (1965), «Мечеть в старом Багдаде» (1965), «Двое» (1966), «Охотничий сокол» (1967), «Встреча» (1967), «Бедуин» (1970), «Деревенский пейзаж» (1970) и другие.

## Оценки
Эмоциональная сдержанность ранних полотен Хасана сочетается с композиционной немногословностью, неярким, но насыщенным колоритом, живописной обобщённостью. В дальнейшем автор постепенно утрачивает эти качества, предпочитая схематизм, примитивизацию формально понятных решений, хотя и в картинах последних лет можно встретить привычные мотивы бедуинского быта, изображения феллахоз и иракской деревни, пейзажи страны, трактованные в прежней реалистической манере. Отвлечённые колористические искания, поверхностный декоратизм уводят художника в сторону от воплощения народной темы, заставляют игнорировать образное содержание живописи. Спорный, неуравновешенный характер творчества Хасана делает этого видного иракского жанриста одной из наиболее противоречивых фигур современной национальной живописи.
— Богданов А. А.

## Выставки
Персональные
- 1962 (Багдад, Ирак)
- 1967 (Багдад, Ирак)
- 1971 (Багдад, Ирак)

групповые
- 1952 (Avicenna Exhibition, Багдад)
- 1959 (СССР)
- 1965 (Iraq Art Exhibition, Бейрут)
- 1971 (СССР)